# Christine Amertil
Christine Amertil (Nassau, 18 agosto 1979) è una velocista bahamense.

## Palmarès
| Anno | Manifestazione          | Sede           | Evento      | Risultato  | Prestazione | Note                                     |
| ---- | ----------------------- | -------------- | ----------- | ---------- | ----------- | ---------------------------------------- |
| 2003 | Campionati CAC          | Saint George's | 200 m piani | 4ª         | 22"88       |                                          |
| 2003 | Campionati CAC          | Saint George's | 4×100 m     | Oro        | 43"04       |                                          |
| 2003 | Mondiali indoor         | Birmingham     | 400 m piani | Argento    | 51"11       |                                          |
| 2004 | Giochi olimpici         | Atene          | 400 m piani | 7ª         | 50"37       |                                          |
| 2005 | Campionati CAC          | Nassau         | 200 m piani | Argento    | 22"64       |                                          |
| 2005 | Campionati CAC          | Nassau         | 4×100 m     | Argento    | 43"48       |                                          |
| 2005 | Campionati CAC          | Nassau         | 4×400 m     | Argento    | 3'33"14     |                                          |
| 2006 | Mondiali indoor         | Mosca          | 400 m piani | Bronzo     | 50"34       |                                          |
| 2007 | Giochi panamericani     | Rio de Janeiro | 400 m piani | Argento    | 50"99       |                                          |
| 2007 | Mondiali                | Osaka          | 400 m piani | Semifinale | 51"18       |                                          |
| 2008 | Campionati CAC          | Cali           | 200 m piani | 5ª         | 23"28       |                                          |
| 2008 | Campionati CAC          | Cali           | 400 m piani | 4ª         | 52"27       |                                          |
| 2008 | Campionati CAC          | Cali           | 4×400 m     | Bronzo     | 3'35"57     |                                          |
| 2009 | Mondiali                | Berlino        | 400 m piani | Batteria   | dq          |                                          |
| 2009 | Mondiali                | Berlino        | 4×100 m     | Argento    | 42"29       | Miglior prestazione personale stagionale |
| 2010 | Giochi CAC              | Mayagüez       | 400 m piani | Oro        | 52"16       |                                          |
| 2010 | Giochi del Commonwealth | New Delhi      | 400 m piani | Bronzo     | 51"96       |                                          |
| 2014 | World Relays            | Nassau         | 4×400 m     | 10ª        | 3'31"71     |                                          |
| 2014 | Giochi del Commonwealth | Glasgow        | 4x400 m     | 7ª         | 3'34"86     |                                          |
| 2015 | World Relays            | Nassau         | 4×400 m     | 11ª        | 3'35"01     |                                          |
| 2015 | Giochi panamericani     | Toronto        | 4×400 m     | 5ª         | 3'31"60     |                                          |
| 2015 | Campionati NACAC        | San José       | 400 m piani | 7ª         | 53"86       |                                          |
| 2015 | Campionati NACAC        | San José       | 4×400 m     | Bronzo     | 3'31"80     |                                          |
| 2015 | Mondiali                | Pechino        | 4×400 m     | Batteria   | 3'28"46     | Record nazionale                         |
| 2016 | Giochi olimpici         | Rio de Janeiro | 4×400 m     | Batteria   | 3'26"36     | Record nazionale                         |
| 2017 | World Relays            | Nassau         | 4×400 m     | Batteria   | 3'34"40     | [ 1 ]                                    |
| 2017 | Mondiali                | Londra         | 4×400 m     | Batteria   | dnf         |                                          |